# Bezel
『bezel』（ベゼル）は、日本の音楽ユニット、eufoniusの10枚目のアルバム。2011年5月30日に発売された。

## 概要
『ねじまきむじか2』以来およそ1年1ヵ月ぶりの自主制作ミニアルバムであり、ゲームタイアップ曲2曲のほか、新曲4曲、既存曲の新アレンジ1曲が収録されている。過去作のオルゴールアレンジが中心だった『ねじまきむじか』シリーズを除くと、eufoniusの自主制作アルバムとしては、『メトロクローム』以来約3年ぶりの作品となる。eufoniusの曲では珍しい生のドラムを使用していることが特徴的なアルバムである。
ジャケットになっている電線の写真は、ボーカルのriyaによって撮影とデザインがされたものである。

## 収録曲
全て作詞：riya、作曲・編曲：菊地創。
1. bezel [1:55]
2分程度の短い曲であり、歌詞カードに歌詞は存在しない。
2. アトモス [4:38]
タイトルはギリシア語で「これ以上分割できない」の意味で「自分自身」をテーマとした、爽やかな曲である[4]。
3. ホログラフ [3:46]
PCゲーム『グリザイアの果実』ED主題歌。
4. 深遠の絆 [4:38]
PCゲーム『恋ではなく―― It's not love, but so where near.』ED主題歌。
5. アンテナ [3:57]
『Σ』の「ベルーカ」や『メトロクローム』の「シラタマ」に相当するような、アルバムのアクセントになる「かわいらしい曲」である[4]。
6. Synapse [5:04]
アルバムの中でも特に自主制作らしい曲となっている[4]。
7. Delete 〜Acoustic ver.〜 [4:48]
アルバム『Σ』に収録されている曲のアコースティックアレンジ曲。伴奏がギターのみになっている。
8. ホログラフ 〜instrumental〜
9. 深遠の絆 〜instrumental〜

## 参加ミュージシャン
- Piano - ただすけ（#1）
- Bass - 渡辺等（#1-6）
- Drum - 矢吹正則（#1, 2, 6）
- Guitar - 朝井泰生（#2, 5）、高山一也（#3, 4, 6, 7）
- Violin - 西川八重（#4）
- Strings - 西川八重カルテット（#6）
- All Other Instruments - 菊地創（#1-6）